# Comitê Paralímpico das Américas
O Comitê Paralímpico das Américas (em inglês:  Americas Paralympic Committee e em castelhano:  Comité Paralímpico de Américas) é uma organização internacional que representa os atuais 33 Comitês Paralímpicos Nacionais das Américas do Norte, Central, do Sul e Caribe. Está filiado ao Comitê Paralímpico Internacional e seus organismos associados.
O Comitê Paralímpico das Américas é a instituição que organiza e supervisiona os Jogos Parapan-Americanos, realizada a cada quatro anos, no ano antes dos Jogos Paralímpicos de Verão.

## História
O primeiro presidente do Comitê Paralímpico das Américas foi o Sr. Jose Luis Campo, Argentina, e o mandato durou até 2005, quando o brasileiro Andrew Parsonsfoi eleito. Em 2009 foi a vez do Sr. Octavio Londoño da Colômbia, ficando no cargo até 2013. Hoje, o Sr. Jose Luis Campo, é o presidente da instituição para um segundo mandato. O Comitê Paralímpico das Américas surgiu em agosto de 1997, quando o espanhol Xavier Gonzalez e a professora americana Carol Mushett convocaram uma reunião com os presidentes dos Comitês Paralímpicos Nacionais do continente em Atlanta, Estados Unidos, com o objetivo de criar a Região Pan-Americana do IPC.Com isto,a região recém criada conseguiu em um curtíssimo espaço de tempo atingir seus objetivos e as suas metas.
Os Comitês Paralímpicos Nacionais na região das Américas são os seguintes: Antígua e Barbuda, Argentina, Aruba, Barbados, Bermudas, Brasil, Canadá, Chile, Colômbia, Costa Rica, Cuba, El Salvador, Equador, Estados Unidos, Guatemala, Haiti, Honduras, Ilhas Virgens dos Estados Unidos, Jamaica, México, Nicarágua, Panamá,Paraguai, Peru, Porto Rico, República Dominicana, Suriname, Trinidad e Tobago, Uruguai, Venezuela.

## Membros
Na tabela a seguir, os Comitês Paralímpicos Nacionais com o ano em que foram reconhecidos pelo Comitê Paralímpico Internacional.
| Ano  | País                     | Comitê Paralímpico Nacional                      |
| ---- | ------------------------ | ------------------------------------------------ |
|      | Antígua e Barbuda        | Comitê Paralímpico de Antígua e Barbuda          |
|      | Argentina                | Comitê Paralímpico Argentino                     |
|      | Aruba                    | Comitê Paralímpico de Aruba                      |
|      | Barbados                 | Associação Paralímpica de Barbados               |
|      | Bermudas                 | Associação Paralímpica das Bermudas              |
| 1958 | Brasil                   | Comitê Paralímpico Brasileiro                    |
|      | Canadá                   | Comitê Paralímpico Canadense                     |
| 1992 | Chile                    | Comitê Paralímpico do Chile                      |
| 2001 | Colômbia                 | Comitê Paralímpico Colombiano                    |
| 2004 | Costa Rica               | Comitê Paralímpico da Costa Rica                 |
|      | Cuba                     | Comitê Paralímpico Cubano                        |
| 1984 | El Salvador              | Comitê Paralímpico de El Salvador                |
|      | Equador                  | Comitê Paralímpico Equatoriano                   |
| 2001 | Estados Unidos           | Comitê Olímpico e Paralímpico dos Estados Unidos |
|      | Guatemala                | Comitê Paralímpico Guatemalteco                  |
|      | Haiti                    | Comitê Paralímpico Nacional do Haití             |
|      | Honduras                 | Comitê Paralímpico Hondurenho                    |
|      | Jamaica                  | Associação Paralímpica da Jamaica                |
| 2004 | México                   | Comitê Paralímpico Mexicano                      |
| 2000 | Nicarágua                | Comitê Paralímpico Nicaraguense                  |
|      | Panamá                   | Comitê Paralímpico do Panamá                     |
|      | Peru                     | Comitê Paralímpico Nacional do Peru              |
| 1998 | Porto Rico               | Comitê Paralímpico de Porto Rico                 |
| 1983 | República Dominicana     | Fundação Dominicana dos Cegos                    |
|      | São Vicente e Granadinas | Comitê Paralímpico de São Vicente e Granadinas   |
|      | Suriname                 | Comitê Paralímpico Nacional do Suriname          |
| 2009 | Trinidad e Tobago        | Comitê Paralímpico de Trinidad e Tobago          |
|      | Uruguai                  | Comitê Paralímpico Uruguaio                      |
|      | Venezuela                | Comitê Paralímpico Venezuelano                   |
| 2018 | Paraguai                 | Comitê Paralímpico Paraguaio                     |